# 千里金蘭大学
千里金蘭大学（せんりきんらんだいがく、英語: Senri Kinran University）は、大阪府吹田市藤白台5-25-1に本部を置く日本の私立大学。1905年創立、2003年大学設置。大学の略称は金蘭、千金大、SKU。

## 概要
学校法人金蘭会学園によって2003年（平成15年）に大阪府吹田市の千里ニュータウンに設立された女子大学。
学園には中学、高校もあり、金蘭会中学校・高等学校（大淀学舎）は大阪市内にある。なお、大学に隣接の金蘭千里高等学校・中学校は、2005年（平成17年）から別の設置者による運営に変わっている（学校法人金蘭千里学園）。
学園の源流は1905年（明治38年）、大阪府立堂島高等女学校（現在の大阪府立大手前高等学校）の同窓会組織「金蘭会」が設立した金蘭会女学校（金蘭会高等学校の前身）。女学校20周年の1925年（大正14年）、新たな同窓会「芳友会」も設立。学校の経営権を受け継ぎ、府立高女の同窓会「金蘭会」より独立した。

## 沿革
（学園の沿革は金蘭会中学校・高等学校の項目を、金蘭短期大学の詳細は千里金蘭大学短期大学部の項目を参照）

### 年表
- 1951年（昭和26年） - 財団法人金蘭会学園から学校法人金蘭会学園に改組
- 1963年 - 大淀学舎内に「金蘭会短期大学」を開学
- 1965年 - 新しい学舎を大阪府吹田市藤白台に開校。金蘭会短期大学を「金蘭短期大学」と改称。隣接して金蘭千里高等学校・中学校を設立
- 2003年（平成15年） - 「千里金蘭大学」開学（生活科学部食物栄養学科を開設[2]）
- 2004年 - 人間社会学部人間社会学科・情報社会学科を設置。金蘭短期大学を「千里金蘭大学短期大学部」へ名称変更[3]
- 2006年 - 千里金蘭大学に生涯学習センターを設置
- 2007年 - 生活科学部に児童学科を設置[4]
- 2008年 - 人間社会学部人間社会学科・情報社会学科を学生募集停止。現代社会学部現代社会学科[5]、看護学部看護学科[6]を設置。実習病院として住友病院と提携[7]
- 2009年 - 現代社会学部現代社会学科の学生募集停止
- 2010年 - 地域共創センターを設置
- 2011年 - 3月31日、千里金蘭大学短期大学部を閉校（事実上の同大学への統合）
- 2012年 - 千里金蘭大学短期大学部を廃止。人間社会学部を廃止し、教養教育センターと教職支援センターを設置
- 2013年 - 現代社会学部現代社会学科を廃止
- 2015年 - 地域共創センターに生涯学習センター及び国際交流センターの組織を統合
- 2016年 - 生活科学部の児童学科を児童教育学科に名称変更
- 2022年 - 千里金蘭大学大学院看護学研究科（修士課程）を開設
- 2023年 - 生活科学部食物栄養学科を栄養学部栄養学科に、生活科学部児童教育学科を教育学部教育学科（小学校教育コース、保育・幼児教育コース）に名称変更

## 教育および研究

### 学部

#### 栄養学部（2023年4月、生活科学部より改組）
- 入学定員80人
  - 栄養学科
    - スペシャリスト養成コース
    - 国際栄養コース

#### 教育学部（2023年4月、生活科学部より改組）
- 入学定員70人
  - 教育学科
    - 小学校教育コース
    - 保育・幼児教育コース

#### 看護学部
- 入学定員90人
  - 看護学科

### 大学院
- 看護学研究科

## 学生生活
- キャンパスは千里丘陵に位置し、大阪市の梅田から阪急千里線で直通約30分の距離。同じ沿線には関西大学千里山キャンパスが、近隣に大阪大学吹田キャンパスもあり、サークル活動などで交流もある。

- 授業は、学科ごとに公的資格の受験（取得）を目指す構成。食物栄養学科（2023年4月から栄養学部栄養学科）では管理栄養士の受験資格、栄養士・栄養教諭一種免許状の資格免許、フードスペシャリスト・NR・サプリメントアドバイザー・中級バイオ技術者の受験資格、児童教育学科（2023年4月から教育学部教育学科）では小学校教諭一種免許状・幼稚園教諭一種免許状・保育士・こども音楽療育士の免許・資格、看護学部看護学科では、看護師・助産師・保健師・養護教諭一種免許状の受験資格・免許を、それぞれ卒業時に得ることができる。

なお、2018年に金蘭会保育園を、金蘭会高等学校・中学校の敷地内に併設し、2022年に千里金蘭大学大学院を千里金蘭大学の敷地内に併設した。

## 進路実績
就職率・実就職率ともに高く、大学通信による実就職率ランキングでは4年連続近畿女子大学1位とされている。
また、公式ウェブサイトには、2021年3月卒業生実績では、実就職率ランキングにおいて全国女子大学1位・全国3位（卒業者数100人以上）となっており、過去15年間の就職率は97.2と記されている。

### 生活科学部食物栄養学科
- 就職率100%

- 実就職率ランキング（家政・生活・栄養系）：近畿私立大学1位、近畿女子大学1位、全国女子大学4位（2021年3月卒業生実績、大学通信調べ）[10]
- 管理栄養士国家試験合格率　95.1%（2020年3月卒業生実績）[11]

### 生活科学部児童教育学科
- 就職率100%
- 保育士・幼稚園教諭希望者就職率10年連続100%
- 保育士実就職率ランキング：近畿女子大学2位（2021年3月卒業生実績、大学通信調べ）[12]
- 教員採用試験合格者数8名（令和4年度教員採用試験実績）[13]
- 教員採用試験現役合格率66.7%[14]

### 看護学部看護学科
- 就職率100%
- 実就職率ランキング（看護・保健・医療系）全国1位（2021年3月卒業生実績、大学通信調べ）[15]
- 看護師国家試験合格者数　関西私立大学3位、全国女子大学4位（2021年3月卒業生実績、大学通信調べ）
- 助産師国家試験合格率　全国1位（2021年3月卒業生実績、大学通信調べ）
- 助産師合格者数　全国女子大学1位（2021年3月卒業生実績、大学通信調べ）

## クラブ活動
- 強化クラブ
  - バレーボール部
  - ソフトテニス部
  - 卓球部

- 体育系
  - ダンスサークル
  - サッカー同好会
- 文化系
  - 箏曲部
  - 茶道部
  - 軽音楽部
  - Cooking Club
  - 金蘭フィルハーモニー
  - 広報サークル
  - 手話サークルLink
  - 沖縄県人会
- 学友会
  - 大学祭実行委員会

## キャンパス・交通

### 吹田キャンパス(大阪府吹田市藤白台5-25-1)
公共交通機関と徒歩の他、自転車やバイクで通学する学生も見られる。
- 阪急電鉄阪急千里線の北千里駅から徒歩10分（阪急電鉄阪急京都本線の淡路駅で乗り換え）
  - 阪急北千里駅から紅葉の名所である三色彩道を大阪大学方面へ進み、ふじしろ幼稚園を左折する。住宅街を抜けると、正面に大学が見える。

- 北大阪急行電鉄の千里中央駅からバス10分、金蘭会学園前からすぐ
  - 阪急バスの乗り場は、12番のりば・175系統である。多くのバスが集まるバスターミナル側ではないので、注意が必要。「金蘭会学園前」でバスを降りると、目の前に大学がある。

### 大阪梅田サテライトキャンパス（大阪府大阪市北区大淀南3-3-7）
併設校である金蘭会高等学校・中学校の敷地内にある。
- JR環状線大阪駅から 徒歩15分
- JR環状線福島駅から徒歩8分
- JR東西線新福島駅から徒歩10分
- 阪神電車福島駅から徒歩10分

## 併設校
- 千里金蘭大学大学院 看護学研究科
- 金蘭会高等学校・中学校
- 金蘭会保育園

## 内部進学を巡る訴訟
- 2011年に金蘭会高等学校の「看護進学コース」を卒業した生徒6人が、「卒業時に系列の千里金蘭大学看護学部に原則として全員が内部進学できる約束」を突然方針変更され推薦を出されなかったのは契約違反として約3,000万円の損害賠償を求め大阪地方裁判所に提訴した[16][17]。産経新聞によると、当初は希望者全員を進学させる予定だったが、千里金蘭大の看護学部が人気となって受験倍率も平均4倍になり「学部のレベルが上がり、内部進学者を無条件に受け入れられない」との意見が大学側から出た。そこで2009年12月になって、高校側は「入学後3カ年の評定平均値が3.5以上」など5項目の条件に満たない者を推薦しないと方針変更したという[18]。

## 大学関係者と組織

### 大学関係者一覧
- 島崎靖久 - 理事長
- 福嶌敎偉 - 学長
- 白木公康 - 副学長
- 明里千章 - 教授
- 生形貴重 - 教授
- 白石裕 - 教授